# Alexandre Giros
Pour les articles homonymes, voir Giros.
Alexandre Frantz Giros, né le 13 juin 1870 à Saint-Dizier (France) et mort le 20 mars 1937, est un ingénieur et industriel français, cofondateur avec Louis Loucheur du Groupe Giros-Loucheur et de la Société Générale d'Entreprises, dont il est le président de 1932 à 1937.

## Carrière
Alexandre Giros se lie d'amitié avec Louis Loucheur en 1891 lors de leur deuxième année à Polytechnique (X). Ils effectuent ensemble leur service militaire. En 1893, démobilisé, il obtient un poste d'ingénieur dans la Compagnie des forges de Champagne, puis dans une sorte de holding, gérant plusieurs sociétés. Vers 1896, il se lance dans les affaires et décroche ses premiers contrats d'ingénierie. En 1898, il propose à Loucheur de cofonder avec lui un consortium d'entreprises à hauteur de 40 000 francs-or chacun. Le groupe Giros-Loucheur voit le jour et est bientôt connu sous le nom télégraphique de « Girolou ». L'objet social est le développement d'infrastructures électriques et en béton armé : les deux associés se lancent dans les grands travaux publics (usines thermiques, centrales). Loucheur, dynamique, impulsif et impatient, s'occupait de l'organisation et de prospective, Giros, qui était calme, patient et réfléchi, veillait aux comptes. En juillet 1908, ils fondent une nouvelle entité spécialisée dans le bâtiment, la Société générale d'entreprises (SGE) immédiatement bénéficiaire et qui s'étend à l'international. La société compte 3 200 employés à sa fondation, 8 000 en 1913.
En 1911, il est nommé chevalier de la Légion d'honneur.
Par la suite Loucheur entre en politique et Giros gère seul la SGE, au sein d'une holding baptisée Giros et Cie, en tant qu'administrateur délégué, puis en tant que président de 1933 à sa mort.
Giros fut, entre autres, président de 1927 à sa mort de la Société énergie électrique du Nord de la France, et vice-président de la Société des forces motrices de la Truyère depuis 1917.
Sa fille Madeleine épouse en 1928 un polytechnicien, Paul Huvelin.